# Partido Demócrata Popular
El Partido Demócrata Popular (PDP), llamado posteriormente Democracia Cristiana (DC), fue un partido político español de centroderecha e inspiración democristiana. 
Su presidente era Óscar Alzaga, que fue sustituido en su última etapa, tras 1987, por Javier Rupérez, y entre sus dirigentes se encontraban Jaime Mayor Oreja, Javier Arenas, José María Álvarez del Manzano, Luis de Grandes, José Antonio Bermúdez de Castro, José Ramón Pin Arboledas, Jaime Ignacio del Burgo y José Ignacio Wert.

## Historia

### Partido Demócrata Popular (1982-1988)
En julio de 1982 13 diputados democristianos de UCD, encabezados por Óscar Alzaga, crean el Partido Demócrata Popular. Fue presentado a la prensa oficialmente el 21 de julio de ese año e inscrito oficialmente 7 días después; y presentó candidaturas a las elecciones generales de 1982 en coalición con Alianza Popular, que se convertiría en la principal fuerza de la oposición. Tras dichas elecciones, el PDP obtuvo 14 diputados y 10 senadores. Igualmente, el 25 y 26 de septiembre de 1982 se celebró el I Congreso del PDP en el Palacio de Congresos y Exposiciones de Madrid, eligiéndose a Óscar Alzaga como presidente y a Javier Rupérez como vicepresidente.
En 1983, al disolverse UCD, la mayoría de los democristianos que aún seguían en ella ingresaron en el PDP, entre ellos su ex secretario general Íñigo Cavero. Ese mismo año revalidó en las elecciones municipales y autonómicas su coalición con AP, ampliándose a Unión Liberal. En su II Congreso, realizado en Madrid el 26 y 27 de enero de 1985, se reeligió a Óscar Alzaga como presidente, siendo Javier e Íñigo Cavero sus vicepresidentes. En las elecciones generales de 1986 participó, junto a Alianza Popular y el Partido Liberal, en la Coalición Popular, correspondiendo al PDP 21 diputados y 11 senadores. Pero poco después de las elecciones se rompieron sus acuerdos y su presidente Óscar Alzaga renunció a su escaño por Madrid, pasando a su vez sus diputados y senadores al Grupo Mixto.
En las elecciones municipales de 1987 optó por presentarse en solitario, obteniendo 319.519 votos (1,6%) y 1.520 concejales; en Galicia se presentó coligado con Coalición Galega y el Partido Liberal con el nombre de Coalición Progresista Galega. En las elecciones europeas del mismo año obtuvo 170.866 votos (0,9%) y ningún eurodiputado.

### Democracia Cristiana (1988-1989)

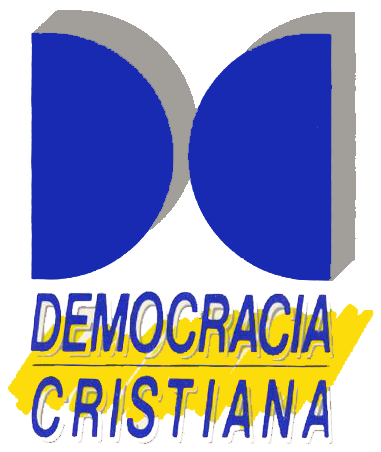
Logotipo de Democracia Cristiana

Tras las elecciones europeas de 1987 el PDP pasó a denominarse Democracia Cristiana, aprobado por su Consejo Directivo el 28 de enero de 1988, y oficializado mediante una convención nacional realizada en Madrid del 4 al 6 de marzo de 1988.
El 28 de enero de 1989, el Consejo Político del partido aprobó un acuerdo de «convergencia» con el recién fundado Partido Popular y la inclusión de sus diputados en el Grupo Parlamentario Popular, a la espera de poder concretar la disolución de la DC y su integración definitiva en el PP. Esto provocó que el 6 de febrero varios diputados abandonaran el partido y se incorporaran al grupo parlamentario mixto, o incluso incorporándose a las filas de Centro Democrático y Social.
Finalmente, el 4 de junio de 1989, mediante un Congreso Extraordinario, la mayor parte de sus dirigentes y miembros —121 a favor, uno en contra y dos abstenciones— acordaron disolver el partido e integrarse en el Partido Popular.

## Resultados electorales

### Congreso de los Diputados / Senado
| Elección | Congreso de los Diputados | Congreso de los Diputados | Congreso de los Diputados | Congreso de los Diputados | Congreso de los Diputados | Senado  | Senado | Líder        |
| Elección | Votos                     | %                         | ±pp                       | Escaños                   | +/−                       | Escaños | +/−    | Líder        |
| -------- | ------------------------- | ------------------------- | ------------------------- | ------------------------- | ------------------------- | ------- | ------ | ------------ |
| 1982     | 5 548 1071                | 26,4%                     | Nuevo                     | 15/350                    | 15                        | 10/208  | 10     | Óscar Alzaga |
| 1986     | 5 247 6772                | 26,0%                     | 0.4                       | 21/350                    | 6                         | 11/208  | 1      | Óscar Alzaga |

1 Número de votos obtenidos por la coalición formada junto a Alianza Popular.

2 Número de votos obtenidos por Coalición Popular (CP).

### Parlamento Europeo
| Parlamento Europeo | Parlamento Europeo | Parlamento Europeo | Parlamento Europeo | Parlamento Europeo | Parlamento Europeo | Parlamento Europeo |
| Elección           | Votos              | %                  | ±pp                | Escaños            | +/−                | Candidato          |
| ------------------ | ------------------ | ------------------ | ------------------ | ------------------ | ------------------ | ------------------ |
| 1987               | 170 866            | 0,9%               | Nuevo              | 0/60               | ±0                 | Javier Rupérez     |

### Elecciones municipales
| Concejos municipales | Concejos municipales | Concejos municipales | Concejos municipales | Concejos municipales | Concejos municipales | Concejos municipales |
| Elección             | Votos                | %                    | ±pp                  | Escaños              | +/−                  | Líder                |
| -------------------- | -------------------- | -------------------- | -------------------- | -------------------- | -------------------- | -------------------- |
| 1987                 | 319 519              | 1,6%                 | Nuevo                | 1520/65 577          | 1520                 | Óscar Alzaga         |